# Twelve Disciples of Nelson Mandela
Twelve Disciples of Nelson Mandela ist ein Dokumentarfilm des US-amerikanischen Regisseurs Thomas Allen Harris.
Der dokumentarische Film über zwölf Mitglieder der ersten Generation des ANC, die sogenannten Zwölf Schüler Nelson Mandelas, besteht aus Interviews mit den noch lebenden Mitgliedern dieser Gruppe, nachgestellten Spielszenen ihrer Geschichte und persönlichen Erinnerungen des Regisseurs an seinen Stiefvater Benjamin Pule „Lee“ Leinaeng, einem führenden Mitglied der Gruppe.
Der US-Amerikaner Harris wurde stark von der politischen Atmosphäre im Haus seines Stiefvaters geprägt, das zum Zentrum des ANC in New York wurde. Als persönliche Hommage trägt der Film den Untertitel A Son’s Tribute to Unsung Heroes. Anlass der Spurensuche war die Beerdigung Leinaengs in Bloemfontein im Jahr 2000, so dass dieser nicht mehr selber zu Wort kommt, sondern nur noch einige seiner Weggefährten.
Die Geschichte der zwölf Freiheitskämpfer begann in den späten 1950er Jahren in Bloemfontein, wo sie Schüler einer Highschool im Township Botshabelo waren und täglich mit der Brutalität des Apartheidsystems konfrontiert wurden. Politisch sensibilisiert wurden sie von ihrer Lehrerin Winkie Direko, die nach Ende der Apartheid Premierministerin der Provinz Freistaat wurde. Nach dem Sharpeville-Massaker floh die Gruppe 1960 über Botswana nach Daressalam, trafen Nelson Mandela im Sudan, wurden in Kuba militärisch ausgebildet und schließlich fanden einige von ihnen Exil in der DDR, wo Lee Journalismus lernte, bevor er ein Stipendium der Lincoln University in den USA erhielt. In New York errichtete er ein Büro des ANC, lehrte vorübergehend an der New York University und arbeitete ab 1981 im Anti-Apartheid-Büro der UNO. Acht Jahre später besuchte er erstmals seit der Flucht Bloemfontein, wo er ab 1997 wieder ständig lebte. 